# Robert Kupisz
Robert Kupisz (ur. 3 października 1966 w Gackach) – polski projektant mody, tancerz oraz stylista fryzur. Laureat wielu konkursów tanecznych, wielokrotnie wyróżniony również w branży modowej (m.in. otrzymał tytuł najlepiej ubranego mężczyzny roku oraz tytuł projektanta roku w 2012).

## Życiorys
Urodził się w Gackach jako syn dyrygenta i kierowniczki domu kultury. Ma dwie siostry, starszą Małgorzatę i młodszą o 10 lat Karinę. Wychowywał się w Kielcach, gdzie ukończył naukę w liceum plastycznym na profilu tkactwa oraz studia pedagogiczne na Uniwersytecie Jana Kochanowskiego. Jednocześnie uczęszczał na zajęcia plastyczne i taneczne.
Od wczesnych lat młodości jego pasją był taniec towarzyski. Po zdobyciu trzeciego miejsca na mistrzostwach świata formacji tańców latynoamerykańskich założył szkołę tańca „Step by Step” w Kielcach. Po dziewięciu latach pracy w kraju wyjechał do Londynu, gdzie ukończył kurs stylizacji fryzur w Toni & Guy Academy, a następnie przeprowadził się do Warszawy, gdzie szybko zyskał status czołowego stylisty fryzur i współpracował z magazynami, takimi jak „Vogue”, „Chic”, „Elle” czy „Cosmopolitan”. Współpracował także z reżyserami, takimi jak Krzysztof Warlikowski, Jerzy Skolimowski czy Jan Komasa.
W 2011 zaczął karierę jako projektant mody, wkrótce założył markę modową o nazwie Qπш. W 2012 otrzymał tytuł „projektanta roku” w plebiscycie „Doskonałość Mody Twój Styl 2011”. Latem tego samego roku zaprezentował swoją pierwszą kolekcję, która opierała się na stylu rockowym i była inspirowana muzyką lat 70. Jego druga kolekcja – „Heros” – nawiązywała do poezji Krzysztofa Kamila Baczyńskiego i bohaterów powstania warszawskiego, trzecia – „Wanted” (lato 2013) – kojarzyła się z Dzikim Zachodem, czwarta – „Galem” (zima 2013) – posiadała elementy kultury cygańskiej, piąta – „Fair Play” (lato 2014) – inspirowana była igrzyskami olimpijskimi, a szósta nawiązywała do subkultury harleyowców. Kupisz wraz z upływem lat poszerzył sezonowe kolekcje, wprowadzając linię ubrań Qπш Forever. Do jego najpopularniejszych projektów należy T-shirt z białym orłem.
W latach 2019–2020 był jurorem w programie rozrywkowym TVP2 Dance Dance Dance.